# Antianthe chichiana
Antianthe chichiana är en insektsart som beskrevs av William D. Funkhouser. Antianthe chichiana ingår i släktet Antianthe och familjen hornstritar. Inga underarter finns listade i Catalogue of Life.